# 陈祝龄旧居
陈祝龄旧居是英商怡和洋行买办、天津广东会馆董事长陈祝龄在天津的旧居，坐落于当时的天津英租界巴克斯道（Parkes Road）（今和平区保定道4号），该建筑目前为重点保护等级历史风貌建筑和天津市文物保护单位。

## 建筑风格
陈祝龄旧居占地面积约1300平方米，建筑面积约2400平方米，为三层混合结构楼房，局部为二层，顶部为红瓦坡屋顶，立面檐为清水红砖墙，门窗洞口为拱券形式并装饰有精美的花饰和窗门套。旧居建筑整体平面呈“L”形，并设有较为宽敞的院落。为一座具有折中主义建筑特征的英式建筑。该建筑目前为办公用房。